# Kornelis Sneyders de Vogel
Kornelis Sneyders de Vogel (* 27. Dezember 1876 in Schiedam; † 26. August 1958 in Groningen) war ein niederländischer Romanist.

## Leben und Werk
Sneyders de Vogel studierte in Leiden und promovierte mit der Arbeit Quaestiones ad coniunctivi usum in posteriore latinitate (Schiedam 1903). Von 1901 bis 1904  studierte er an der Sorbonne und in Toulouse bei Alfred Jeanroy. Dann war er Gymnasiallehrer in Assen. 1907 wurde er in Leiden Lektor für Romanische Philologie.
1920 folgte er Jean-Jacques Salverda de Grave auf dem Lehrstuhl für Romanische Philologie der Universität Groningen nach und lehrte bis zur Emeritierung 1946 außer Französisch auch Provenzalisch, Altspanisch, Altitalienisch und Vulgärlatein. Er publizierte zahlreiche Beiträge in der Zeitschrift Neophilologus.
Sneyders de Vogel war Ehrendoktor der Universitäten Montpellier und Lyon.
Kornelis Sneyders de Vogel war der Vater von Kornelis Sneyders de Vogel Jr., der bei ihm promovierte mit der Arbeit Les Mots d'identité et d'égalité dans les langues romanes. Proefschrift ter verkrijging van den graad van doctor in de letteren en wijsbegeerte aan de Rijksuniversiteit te Groningen (Wageningen 1947) und der von ihm ein Schriftenverzeichnis publizierte.

## Weitere Werke
- De Studie van later latijn [Openbare les gegeven bij het aanvaarden van het lectoraat in de romaanse taal en letteren aan de Rijks-Universiteit te Leiden, de 28ste september 1907], Leiden 1907
- Syntaxe historique du français, Groningen 1919, 389 Seiten; 2. Auflage 1927, 444 Seiten
- (Hrsg. mit Louis-Fernand Flutre) Li Fet des Romains, compilé ensemble de Saluste et de Suetoine et de Lucan : texte du XIIIe siècle, publié pour la première fois d'après les meilleurs manuscrits, 2 Bde., Paris/Groningen 1935/1938, Genf 1977
- Geschiedenis der provençaalse letterkunde, Den Haag 1951